# Mutquín
Mutquín is een plaats in het Argentijnse bestuurlijke gebied Pomán in de provincie Catamarca. De plaats telt 1.207 inwoners.